# 야오자위안역
야오자위안역(중국어: 姚家园站)(공사명 체육중심역(중국어: 体育中心站))은 중국 베이징시 차오양구 핑팡 지구 내 야오자위안 북1로와 차오양스포츠센터 서로 교차점 동측에 위치한 베이징 지하철 3호선의 지하철역이다. 2024년 12월 15일에 3호선 1단계 구간이 개통하였다.

## 출입구
|                         |                                        |           |      |             |
| 출구                    | 지시                                   | 출구 인근 | 사진 | 무장애 시설 |
| 出口 · A                | 차오양 체육중심 서로(朝阳体育中心西路) |           |      | 빈칸        |
| 出口 · C                | 차오티중신가(朝体中心街)               |           |      | 빈칸        |
| 出口 · D                | 차오양 체육중심 서로(朝阳体育中心西路) |           |      |             |
| 아이콘 설명: 엘리베이터 |                                        |           |      |             |